# 郝鳴陰
郝鳴陰（1513年—？），字子和，號鶴亭，順天府通州寶坻縣人，民籍，明朝政治人物。同進士出身。

## 生平
嘉靖二十二年（1543年）癸卯科順天府鄉試第八十二名舉人。嘉靖二十三年（1544年）中式甲辰科會試第八十九名，登第三甲第一百二十九名進士。吏部观政，除长治县知县，约束坚明，吏民帖然。巡抚石塘曾铣深器之，以卓异荐。自顾性鲠介，不能媚要津，荐上有尼之者，转以闲散罢。曾公为之惋惜而已，及旋里，诗酒自娱，尝度新声，命侍儿和于卧侧，载酌载笑，不知有宠辱事也，自號放鹤老人。

## 家族
曾祖郝倫；祖父郝欽，壽官；父郝瑜，歲貢生。母孟氏；繼母郎氏。重庆下。